# Protea
Protea este denumirea științifică a unui gen de plante cu flori din Africa de Sud. În tradiția locală, floarea Protea reprezintă schimbare și speranță. 

## Etimologie
Genul Protea a fost numit în 1735 de către Carolus Linnaeus după zeul grec Proteu, care avea capacitatea de a se metamorfoza în mai multe forme, deoarece genul are o varietate mare de forme. Genul lui Linnaeus s-a format prin fuzionarea mai multor genuri publicate anterior de Herman Boerhaave, deși genurile exacte ale lui Boerhaave care erau incluse în genul Protea lui Linnaeus varia cu fiecare dintre publicațiile lui Linnaeus. 

## Taxonomie
Familia Proteaceae din care face parte genul Protea este una antică printre plantele angiosperme. Dovezile obținute din fosilele polenice sugerează că strămoșii familiei Proteaceae au crescut în fostul supercontinent Gondwana cu 75-80 de milioane de ani în urmă în timpul epocii Cretacicul târziu. Familia Proteaceae este împărțită în două subfamilii: Proteoideae, prezent în mare parte în sudul Africii, și Grevilleoideae, prezent în Australia, America de Sud și celelalte zone mai mici ale fostului supercontinent Gondwana care acum fac parte din Asia estică. Africa are un singur gen, în timp ce America de Sud și Australia împărtășesc multe genuri comune; acest lucru indică că aceste două continente s-au separat de Africa înainte de a se separa unul de celălalt. Genul Protea este membru al subfamiliei Proteoideae.

## Distribuția geografică
Majoritatea speciilor Protea apar la sud de râul Limpopo. Cu toate acestea, specia P. kilimanjaro se găsește în zona chaparral a Parcului Național "Muntele Kenya". Aproximativ 92% din specii apar doar în Regiunea Floristică Cape, o zonă muntoasă de-a lungul coastei, de la orașul Clanwilliam până la orașul Grahamstown în Africa de Sud. Bogăția și diversitatea extraordinară a speciilor Protea, un aspect caracteristic a vegetației din sud-vestul Africii de Sud, sunt considerate a fi cauzate în parte de peisajul variat, unde populațiile a unui gen pot deveni izolate unele de altele și în timp se pot dezvolta în specii separate. Cultivarea plantei este limitată la zonele cu climatul mediteranean și subtropical.

## Istoria botanică
Genul Protea a atras atenția botaniștilor care au vizitat Capul Bunei Speranțe în secolul al XVII-lea. Multe specii au fost introduse în Europa în secolul al XVIII-lea, beneficiind de o popularitate mare la acea vreme în rândul botaniștilor. 

## Specii

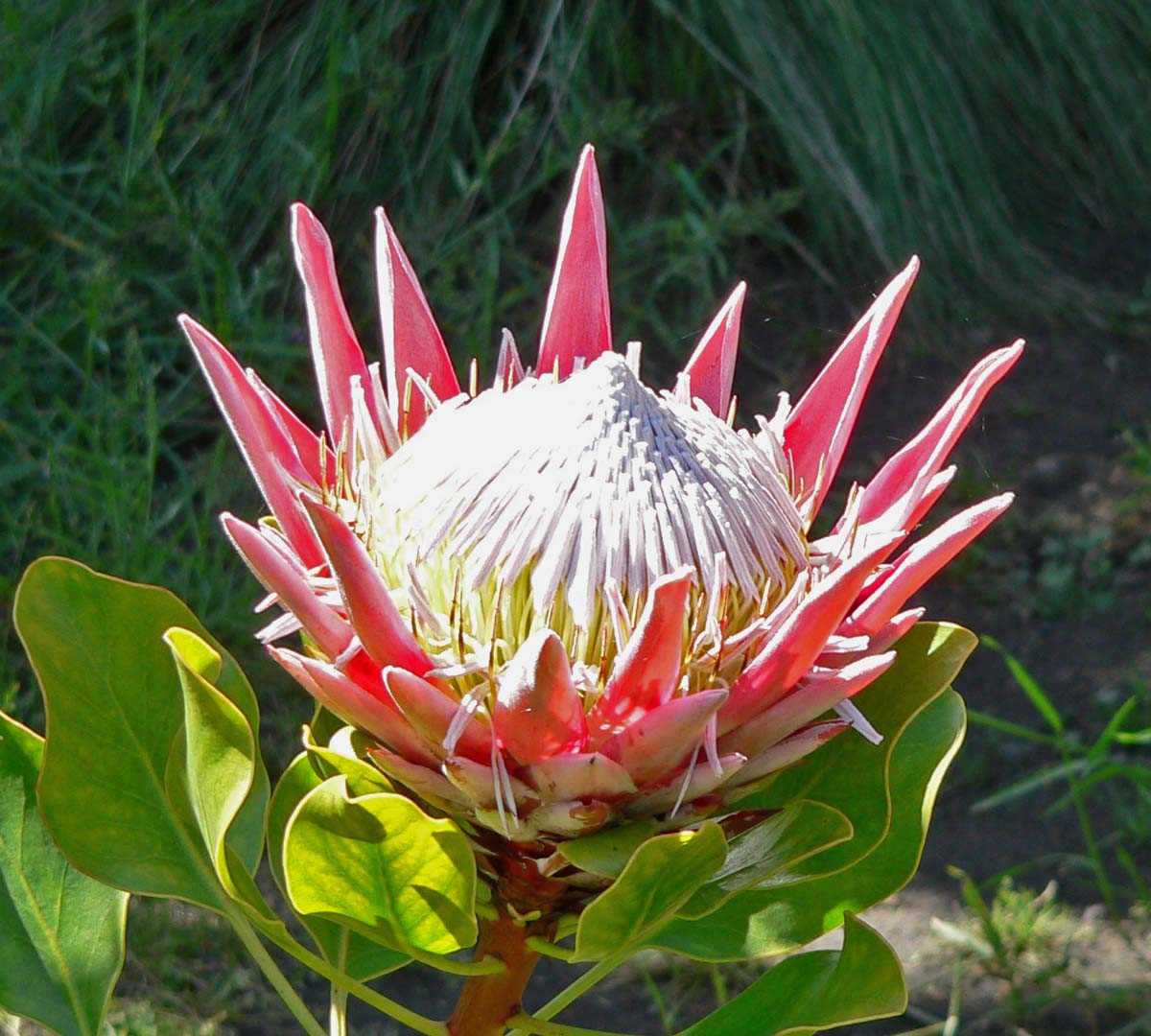
Specia Protea cynaroides

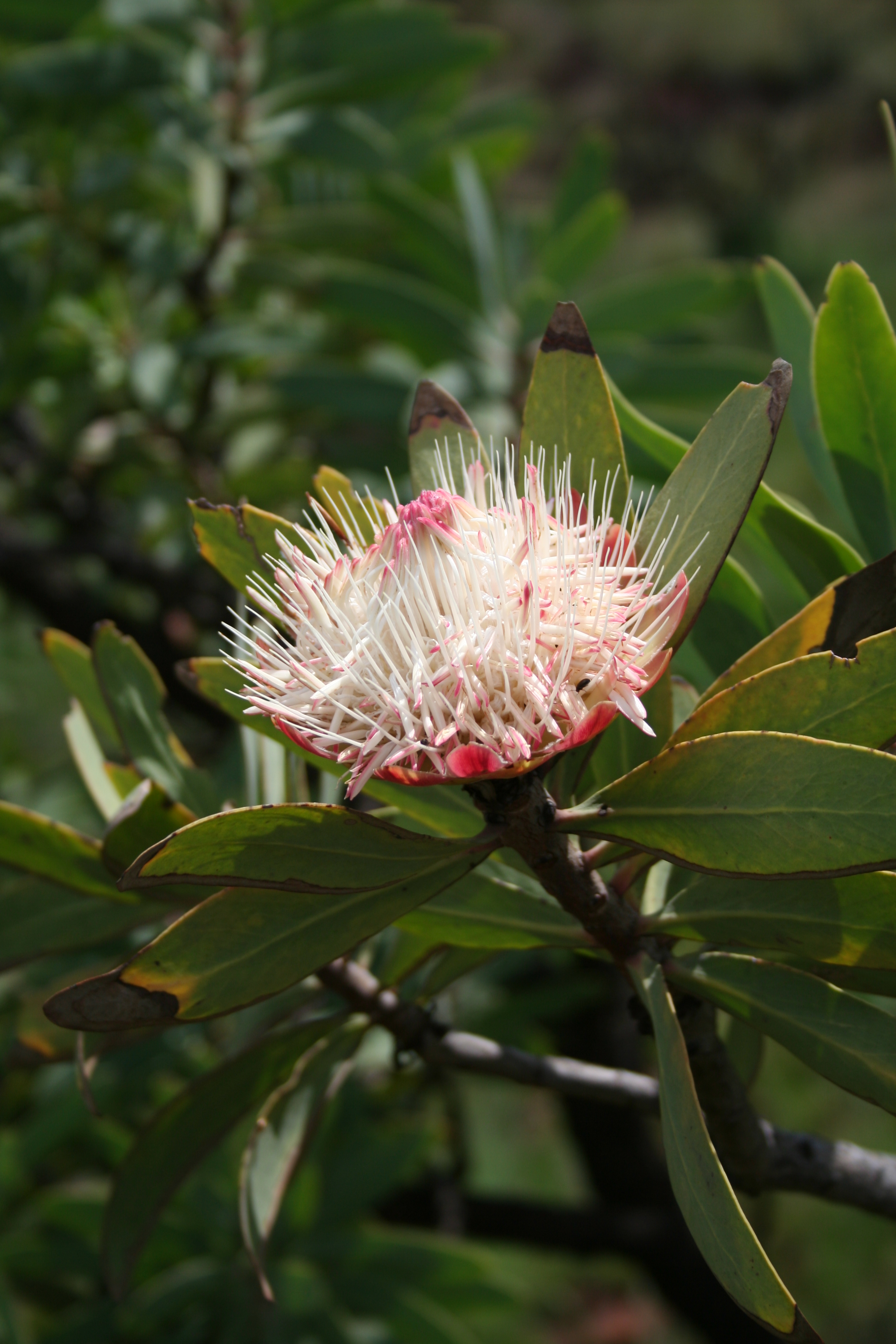
Specia Protea caffra

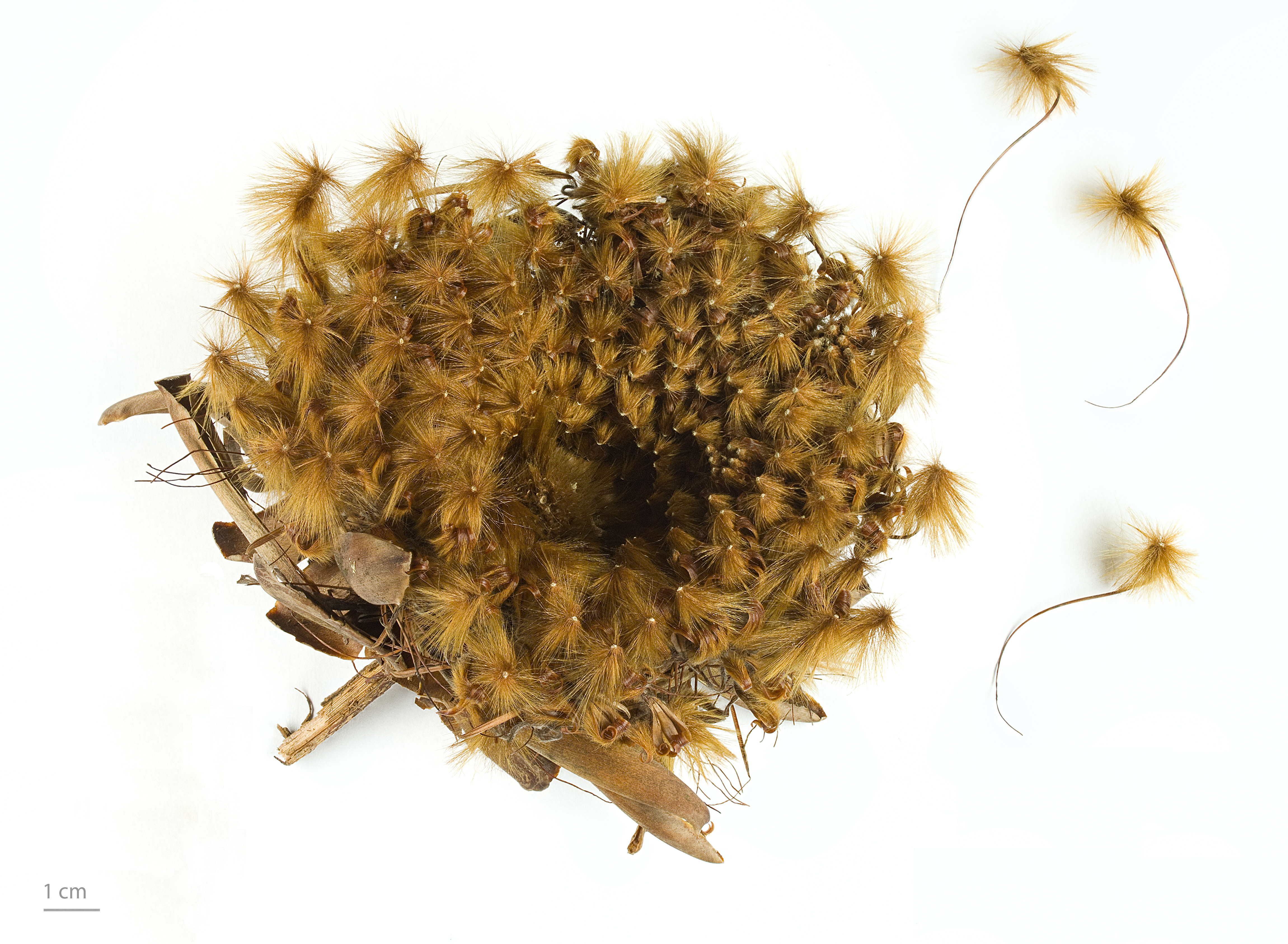
Capul uscat al speciei P. madiensis, vărsând fructe mature

- Protea secțiunea Leiocephalae
  - Protea caffra
  - Protea dracomontana
  - Protea glabra
  - Protea inopina
  - Protea nitida
  - Protea nubigena
  - Protea parvula
  - Protea petiolaris
  - Protea rupicola
  - Protea simplex
- Protea secțiunea Paludosae
  - Protea enervis

- Protea secțiunea Patentiflorae
  - Protea angolensis
  - Protea comptonii
  - Protea curvata
  - Protea laetans
  - Protea madiensis
  - Protea rubropilosa
  - Protea rupestris
- Protea secțiunea Lasiocephalae
  - Protea gaguedi
  - Protea welwitschii
- Protea secțiunea Cristatae
  - Protea asymmetrica
  - Protea wentzeliana
- Protea secțiunea Protea
  - Protea cynaroides
- Protea secțiunea Paracynaroides
  - Protea cryophila
  - Protea pruinosa
  - Protea scabriuscula
  - Protea scolopendriifolia
- Protea secțiunea Ligulatae
  - Protea burchellii
  - Protea compacta
  - Protea eximia
  - Protea longifolia
  - Protea obtusifolia
  - Protea pudens
  - Protea roupelliae
  - Protea susannae
- Protea secțiunea Melliferae
  - Protea aristata
  - Protea lanceolata
  - Protea repens
- Protea secțiunea Speciosae
  - Protea coronata
  - Protea grandiceps
  - Protea holosericea
  - Protea laurifolia
  - Protea lepidocarpodendron
  - Protea lorifolia
  - Protea magnifica
  - Protea neriifolia
  - Protea speciosa
  - Protea stokoei
- Protea secțiunea Exsertae
  - Protea aurea
  - Protea lacticolor
  - Protea mundii
  - Protea punctata
  - Protea subvestita
  - Protea venusta
- Protea secțiunea Microgeantae
  - Protea acaulos
  - Protea convexa
  - Protea laevis
  - Protea revoluta
  - Protea angustata
- Protea secțiunea Crinitae
  - Protea foliosa
  - Protea intonsa
  - Protea montana
  - Protea tenax
  - Protea vogtsiae
- Protea secțiunea Pinifolia
  - Protea acuminata
  - Protea canaliculata
  - Protea nana
  - Protea pityphylla
  - Protea scolymocephala
  - Protea witzenbergiana
- Protea secțiunea Craterifolia
  - Protea effusa
  - Protea namaquana
  - Protea pendula
  - Protea recondita
  - Protea sulphurea
- Protea secțiunea Obvallatae
  - Protea caespitosa
- Protea secțiunea Subacaules
  - Protea aspera
  - Protea denticulata
  - Protea lorea
  - Protea piscina
  - Protea restionifolia
  - Protea scabra
  - Protea scorzonerifolia